# Packera
Genre
Classification APG III (2009)
Packera est un genre de plantes à fleurs de la famille des astéracées. Il compte environ 64 espèces. Ses membres étaient auparavant inclus dans le genre Senecio mais ils en ont été écartés en raison du nombre de chromosomes, d'une variété de caractères morphologiques et d'études de phylogénie moléculaire.

## Liste d'espèces

### SelonNCBI(7 août 2011)[3]
- Packera actinella
- Packera aurea
- Packera bernardina
- Packera bolanderi
- Packera breweri
- Packera cana
- Packera contermina
- Packera cymbalaria
- Packera eurycephala
- Packera flettii
- Packera ganderi
- Packera glabella
- Packera hartiana
- Packera heterophylla
- Packera hyperborealis
- Packera indecora
- Packera layneae
- Packera loratifolia
- Packera macounii
- Packera millefolia
- Packera millelobata
- Packera montereyana
- Packera moresbiensis
- Packera multilobata
- Packera neomexicana
- Packera obovata
- Packera ogotorukensis
- Packera pauciflora
- Packera paupercula
- Packera pseudaurea
- Packera quaerens
- Packera quercetorum
- Packera sanguisorbae
- Packera sanguisorboides
- Packera streptanthifolia
- Packera subnuda
- Packera tampicana
- Packera tomentosa
- Packera zimapanica

### SelonITIS(7 août 2011)[4]
- Packera anonyma (Alph. Wood) W.A. Weber & A. Löve
- Packera antennariifolia (Britton) W.A. Weber & A. Löve
- Packera aurea (L.) Á. Löve & D. Löve
- Packera bernardina (Greene) W.A. Weber & A. Löve
- Packera bolanderi (A. Gray) W.A. Weber & A. Löve
- Packera breweri (Burtt Davy) W.A. Weber & A. Löve
- Packera cana (Hook.) W.A. Weber & A. Löve
- Packera cardamine (Greene) W.A. Weber & A. Löve
- Packera castoreus (S.L. Welsh) Kartesz
- Packera clevelandii (Greene) W.A. Weber & A. Löve
- Packera contermina (Greenm.) J.F. Bain
- Packera crocata (Rydb.) W.A. Weber & A. Löve
- Packera cymbalaria (Pursh) W.A. Weber & A. Löve
- Packera cynthioides (Greene) W.A. Weber & A. Löve
- Packera debilis (Nutt.) W.A. Weber & A. Löve
- Packera dimorphophylla (Greene) W.A. Weber & A. Löve
- Packera eurycephala (Torr. & A. Gray) W.A. Weber & A. Löve
- Packera fendleri (A. Gray) W.A. Weber & A. Löve
- Packera flettii (Wiegand) W.A. Weber & A. Löve
- Packera franciscana (Greene) W.A. Weber & A. Löve
- Packera ganderi (T.M. Barkley & R.M. Beauch.) W.A. Weber & A. Löve
- Packera glabella (Poir.) C. Jeffrey
- Packera greenei (A. Gray) W.A. Weber & A. Löve
- Packera hartiana (A. Heller) W.A. Weber & A. Löve
- Packera hesperia (Greene) W.A. Weber & A. Löve
- Packera hyperborealis (Greenm.) A. Löve & D. Löve
- Packera indecora (Greene) A. Löve & D. Löve
- Packera ionophylla (Greene) W.A. Weber & A. Löve
- Packera layneae (Greene) W.A. Weber & A. Löve
- Packera macounii (Greene) W.A. Weber & A. Löve
- Packera malmstenii (S.F. Blake ex Tidestr.) Kartesz
- Packera millefolia (Torr. & A. Gray) W.A. Weber & A. Löve
- Packera millelobata (Rydb.) W.A. Weber & A. Löve
- Packera multilobata (Torr. & A. Gray ex A. Gray) W.A. Weber & A. Löve
- Packera musiniensis (S.L. Welsh) Trock
- Packera neomexicana (A. Gray) W.A. Weber & A. Löve
- Packera obovata (Muhl. ex Willd.) W.A. Weber & A. Löve
- Packera ogotorukensis (Packer) A. Löve & D. Löve
- Packera pauciflora (Pursh) A. Löve & D. Löve
- Packera paupercula (Michx.) Á. Löve & D. Löve
- Packera plattensis (Nutt.) W.A. Weber & A. Löve
- Packera porteri (Greene) C. Jeffrey
- Packera pseudaurea (Rydb.) W.A. Weber & A. Löve
- Packera quercetorum (Greene) C. Jeffrey
- Packera sanguisorboides (Rydb.) W.A. Weber & A. Löve
- Packera schweinitziana (Nutt.) W.A. Weber & A. Löve
- Packera spellenbergii (T.M. Barkley) C. Jeffrey
- Packera streptanthifolia (Greene) W.A. Weber & A. Löve
- Packera subnuda (DC.) D.K. Trock & T.M. Barkley
- Packera tampicana (DC.) C. Jeffrey
- Packera texana O'Kennon & Trock
- Packera tomentosa (Michx.) C. Jeffrey
- Packera tridenticulata (Rydb.) W.A. Weber & A. Löve
- Packera werneriifolia (A. Gray) W.A. Weber & A. Löve